# شطاف صحي

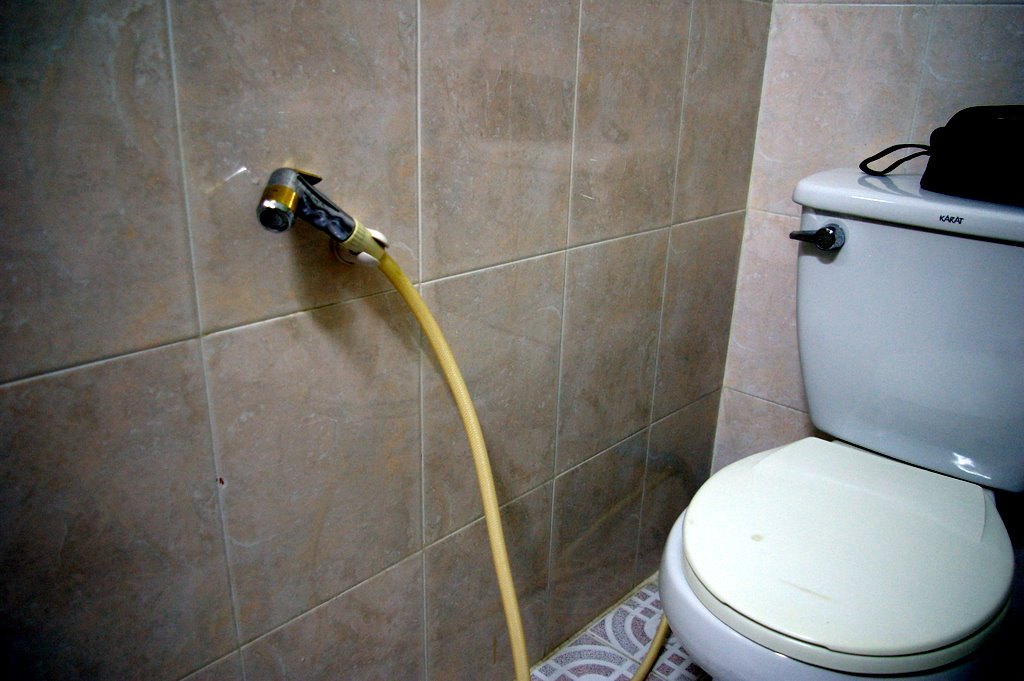
شطاف صحي معلق على الحائط

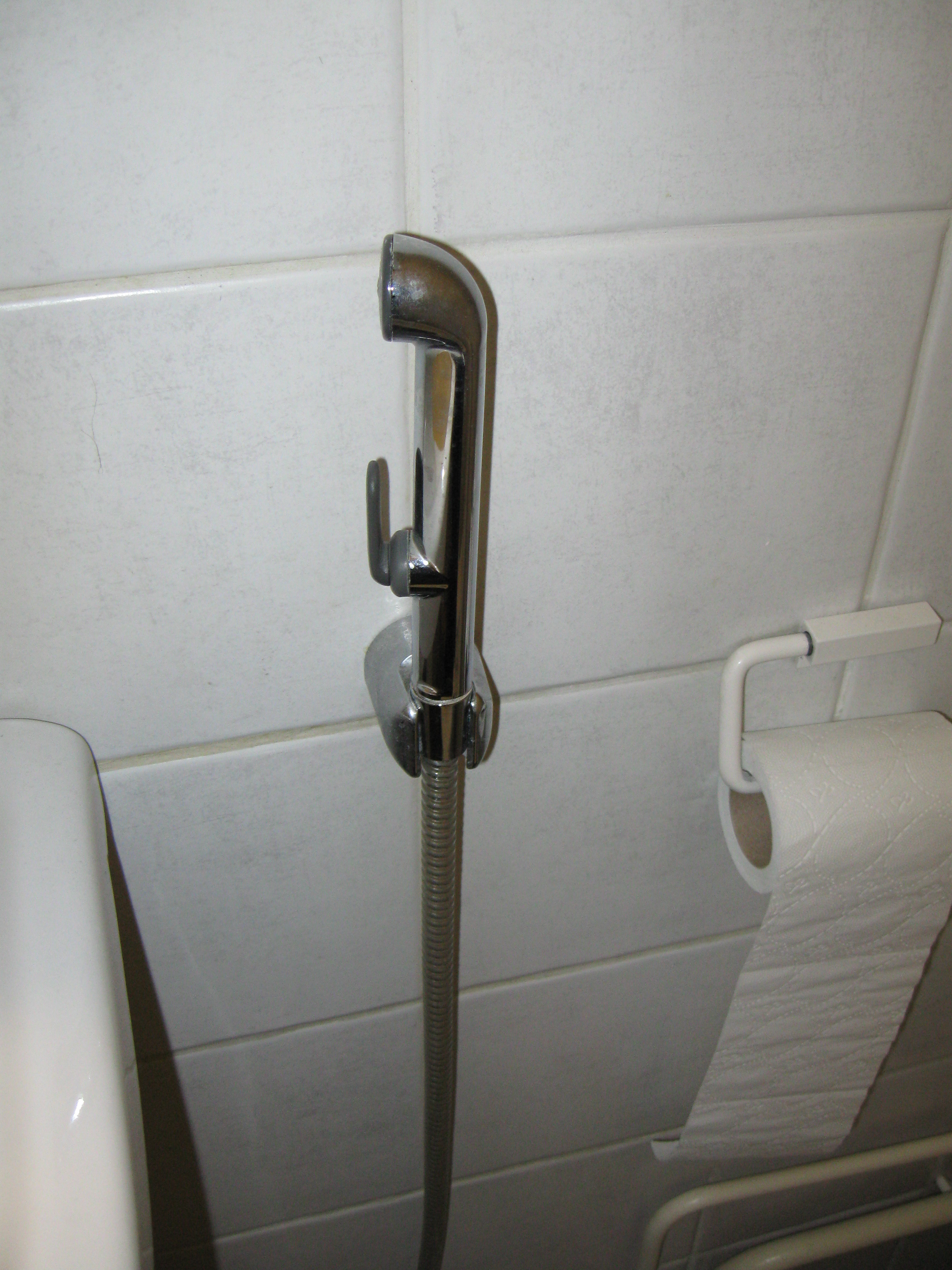
نوع شطاف شائع في فنلندا

الشطاف الصحي هو رشاش ماء يمسك باليد ويستعمل لغسل الأعضاء التناسلية والشرج بعد التبرز والتبول. يثبت الشطاف على قطعة ماسكة معلقة على الحائط ويشبه شطاف المطبخ المستعمل لغسل الأواني المنزلية ويثبت عادة على يمين المرحاض. أيضا يكون مربوطا بخرطوم لتوصيل الماء.
يفضل العديد من الناس الاستعانة بشطاف الصحي على الطرق الأخرى في تنظيف الشرج نظرا لسهولة استعماله وخفته؛ ويعتبر الشطاف بديل حديث للطرق الغسل التقليدية كالبيديه إبريق النحاس الأسطل الكأووس وغيره.
يختلف الشطاف الصحي عن البيديه من حيث أن الأول لا يرتبط مع بالوعة الصرف. إضافة إلى ذلك يستعمل الشطاف فقط عند الحاجة ثم يرجع إلى الماسك المعلق على الحائط.

## انتشاره
يشيع استخدام الشطاف الصحي في العديد من مناطق آسيا التي يعتبر فيها الماء ضروري في النظافة وهذا يشمل دول عدة كباكستان والهند وماليزيا وأندونيسيا وتايلاند وفيتنام والفلبين. ويشيع استعمال الشطاف الصحي في أوروبا في دول كفنلندا واليونان ودول جنوب أوروبا (البيديه) كإسبانيا وفرنسا وإيطاليا والبرتغال. إضافة إلى ذلك يستعمل الشطاف الصحي في الدول العربية و أجزاء أخرى من العالم الإسلامي، بالإضافة إلى هذه المناطق يشيع أيضًا استخدام الشطاف الصحي في أمريكا اللاتينية خصوصًا في الأرجنتين والأوروغواي. في آسيا عادة ما تكون الشطافات الصحية مثبته في المنشآت وهي إلى حد ما تشبه البيديه الياباني من حيث المبدأ.
يرجع استخدام الماء في العديد من البلدان المسيحية جزئيًا إلى آداب استخدام المرحاض الكتابية التي تشجع على الاغتسال بعد كل حالات التغوط. يعتبر البيديه شائعًا في البلدان ذات الغالبية الكاثوليكية حيث يُعتبر الماء ضروريًا لتطهير الشرج، وفي بعض البلدان الأرثوذكسية والبروتستانتية التقليدية مثل اليونان وفنلندا على التوالي، حيث يشيع الاغتسال بالشطاف الصحي.

## اقرأ أيضا
- البيديه